# Kromdraai
Kromdraai is een beschermd gebied in Zuid-Afrika, gelegen in het westelijk gedeelte van Gauteng, vlak bij Krugersdorp. Het is een bekende vindplaats van fossiele hominiden. In het jaar 2000 is Kromdraai, als onderdeel van de gebieden die samen de wieg van de mensheid vormen, opgenomen op de Werelderfgoed lijst van UNESCO.